# Pseudoderopeltis anthracina
Pseudoderopeltis anthracina är en kackerlacksart som först beskrevs av Brancsik 1896.  Pseudoderopeltis anthracina ingår i släktet Pseudoderopeltis och familjen storkackerlackor. Inga underarter finns listade i Catalogue of Life.